# اوریاهووو
اوریاهووو شهری در استان وراتسا کشور بلغارستان است که جمعیت آن در سال ۲۰۰۱ میلادی ۶٬۰۸۸ نفر بوده‌است.

## نگارخانه

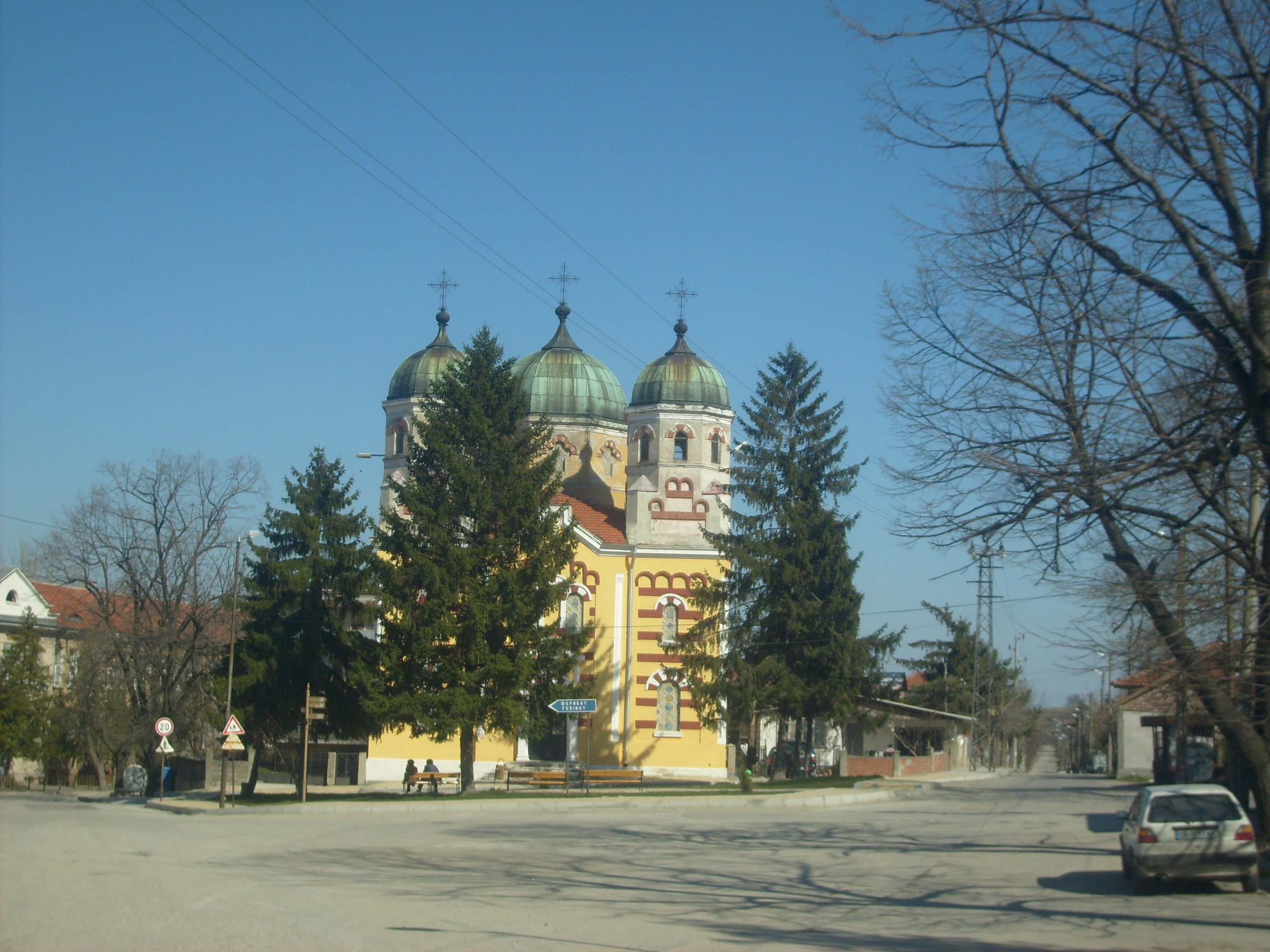
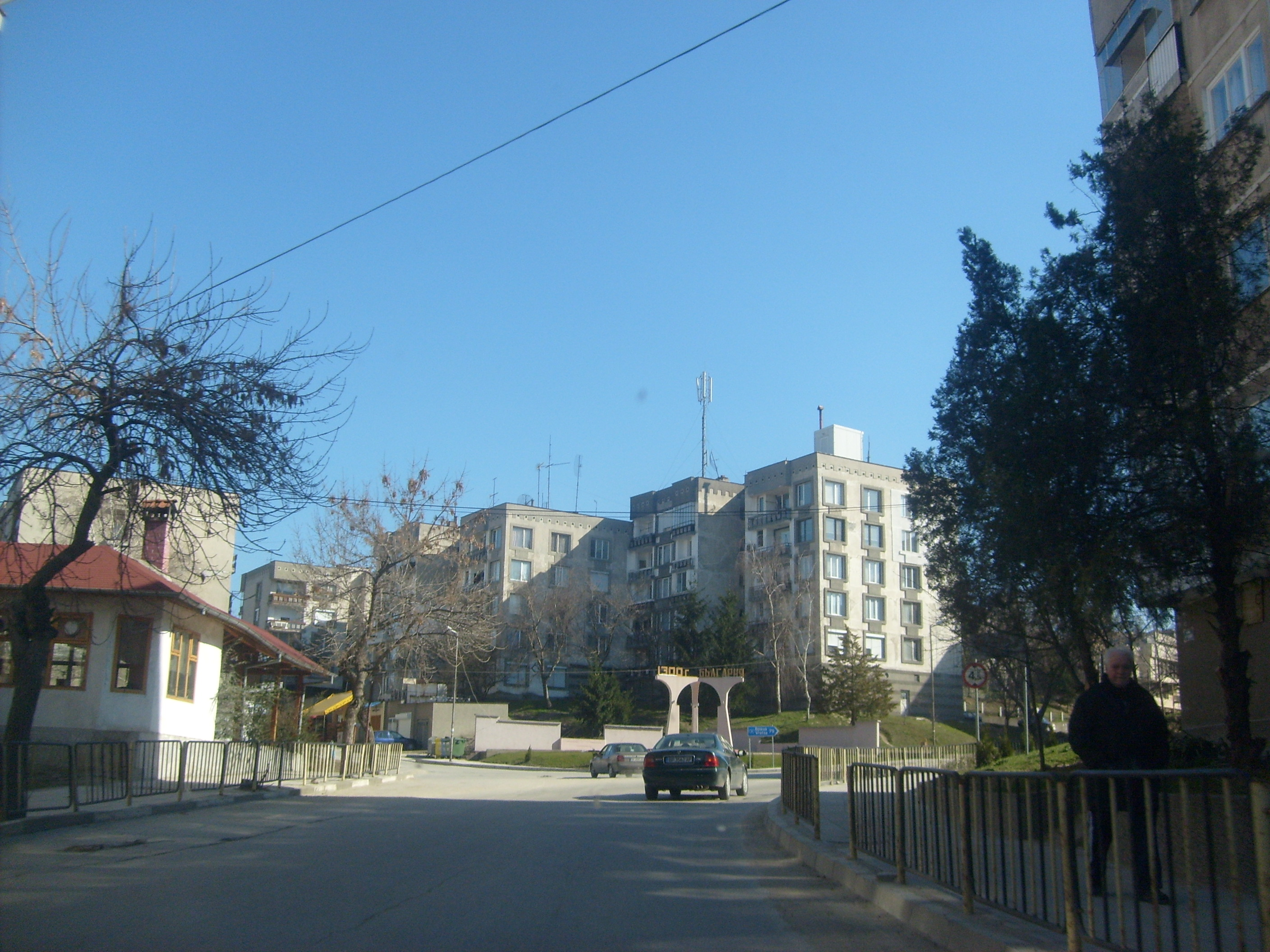
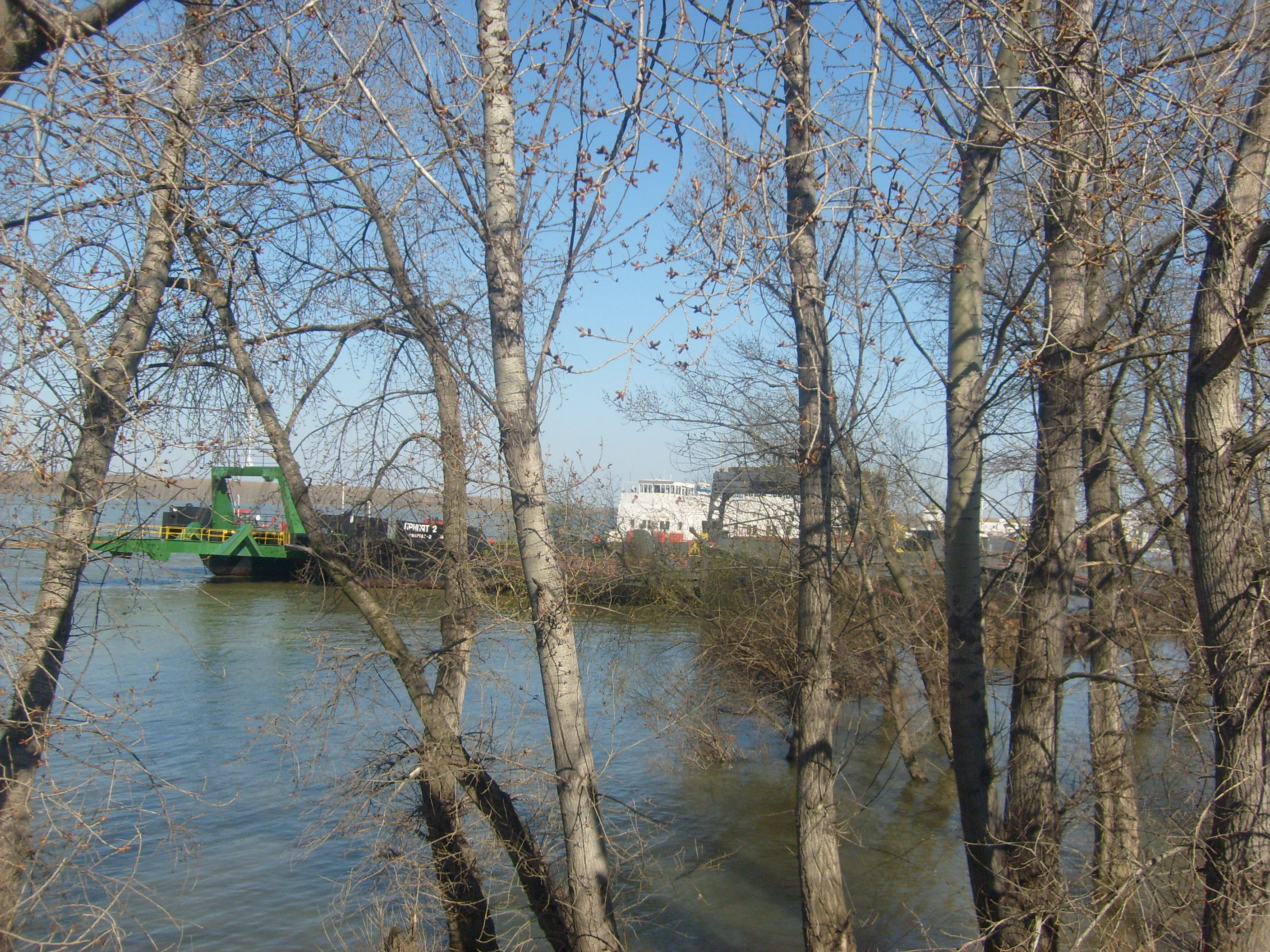
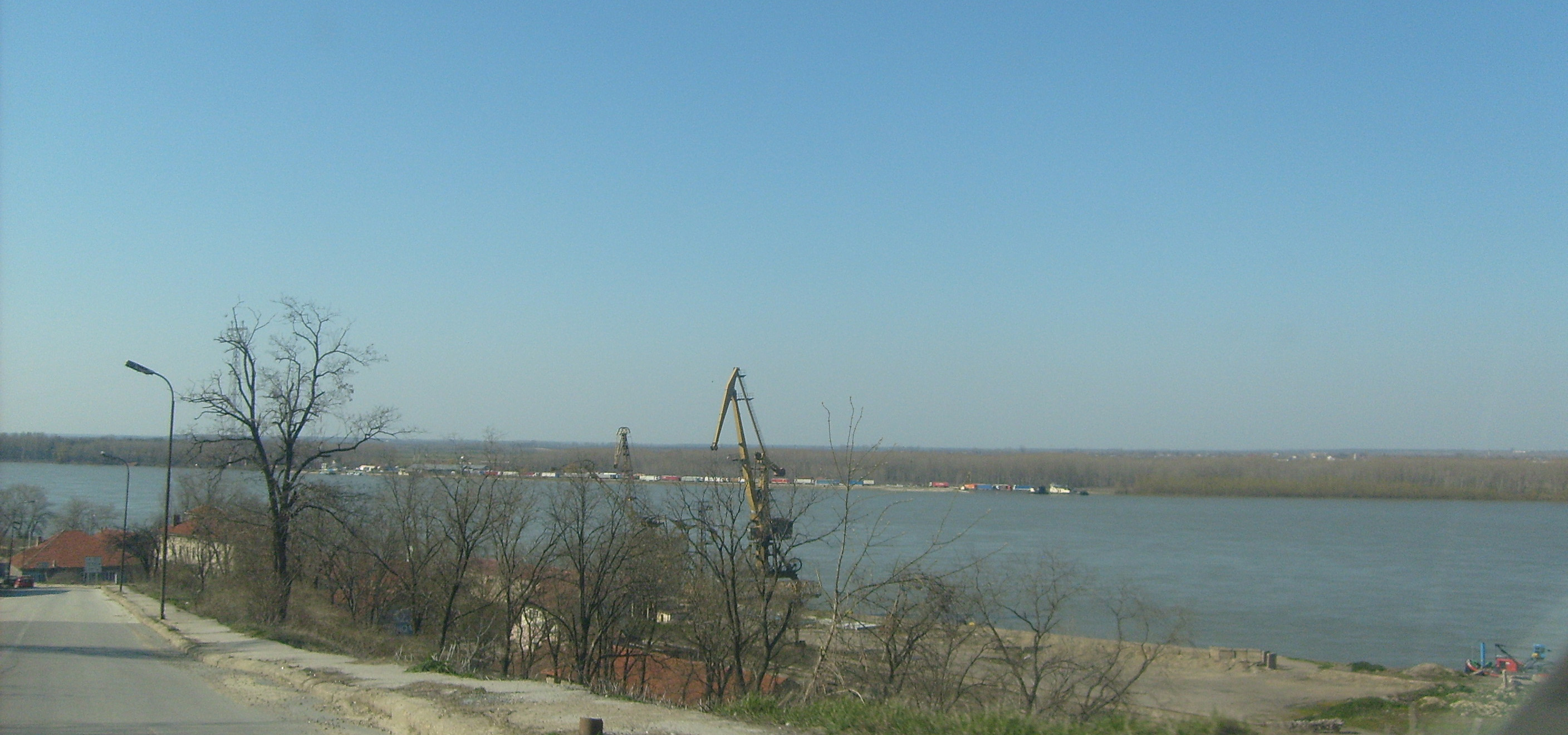